# استلتا
استلتا (نام علمی: Stelletta) نام یک سرده از رده اسفنج‌های شاخی متعلق به تیره آنکورینیدا است. نام علمی پیشین این سرده، میریاسترا (نام علمی: Myriastra) بود که در نهایت رد شد.
این سرده، سوزنه‌های سیلیسیم دی‌اکسیدی بسیاری دارد. اعضای این سرده، از غذاهای لاک‌پشت پوزه‌عقابی هستند.